# Felsbilder von Tsagaan Salaa

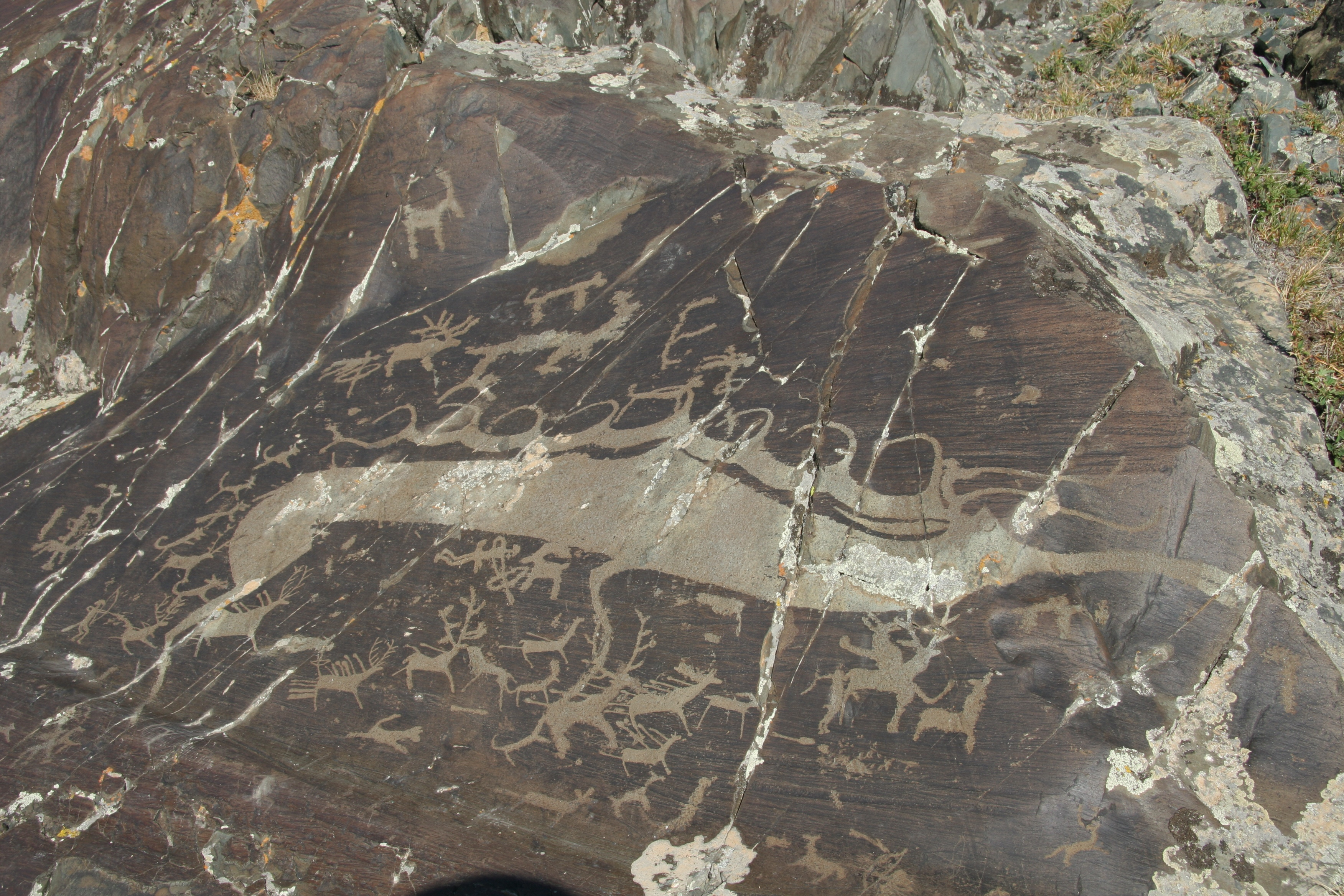
Eine Petroglyphe von Tsagaan Salaa

Die Felsbilder von Tsagaan Salaa (mongolisch Бага ойгор-Цагаан салаагийн хадны сүг зураг, englisch Rock Paintings of Tsagaan Salaa, Baga oigor-Tsagaan salaagiin chadny süg dsurag, wiss. Transliteration Baga ojgor-Cagaan salaagijn chadny süg zurag) sind eine archäologische Stätte im Westen der Mongolei. Die Petroglyphen finden sich im Gebiet des Altai Tavan Bogd National Park und wurden als Teil eines größeren Komplexes der Petroglyphen des mongolischen Altai zusammen mit dem Upper Tsagaan Gol Complex 2011 zur Welterbestätte erklärt.

## Darstellungen
Auf einem Gebiet von ca. 15 km² finden sich etwa 10.000 Figuren in den Tälern der Flüsse Baga Oygor und Usain Tsagaan Salaa. Die Petroglyphen wurden von der Jungsteinzeit bis zur Bronzezeit angefertigt, und die umfangreiche Galerie von Darstellungen zeigt hauptsächlich Haustiere und Jagdwild in Einzeldarstellungen genauso wie in großen Herden.

„Diese Felsmalereien sind nicht nur in ihrer Anzahl reichhaltig, sondern auch in ihrer Bedeutung, Ausdruckskraft, Thematik und Komposition. Sie sind wichtige Denkmäler der Kunst des Übergangs von alten Jäger- und Sammlergesellschaften zur Viehzucht und dem Beginn der klassischen Nomadenwirtschaft in der Mongolei.“

## Weltkulturerbe
Seit 1994 wurde das Gebiet durch mongolische, amerikanische und russische Forscher untersucht und am 1. August 1996 in die Tentativliste des Welterbes aufgenommen. 2011 wurden die Petroglyphen zum Welterbe erklärt. Das Gebiet liegt im Grenz-Sperrgebiet. Besichtigungen erfordern daher eine gesonderte Zugangserlaubnis. Ausgangspunkt für geführte Touren ist die Stadt Ölgii.